# 車登多爾濟
車登多爾濟（18世纪—1816年），博尔济吉特氏，清朝喀尔喀蒙古第九代土谢图汗。
車登多爾濟是第二代土谢图汗察珲多尔济的玄孙，第四代土谢图汗多爾濟額爾德尼阿海的曾孙，第五代土谢图汗旺札勒多爾濟的孙子，第六代土谢图汗敦丹多爾濟的次子。乾隆二十四年（1759年），車登多爾濟袭封土谢图汗。乾隆四十三年（1778年）十一月，和硕亲王、多罗额驸桑斋多尔济逝世。乾隆帝命土谢图汗车登多尔济往库伦协同博清额办事。乾隆四十六年（1781年），乾隆帝命車登多爾濟世袭罔替土谢图汗。
乾隆五十八年（1793年），車登多爾濟因罪削爵，乾隆帝以敏珠爾多爾濟袭爵土谢图汗。乾隆五十九年（1794年），敏珠爾多爾濟去世，車登多爾濟恢复汗爵，重新担任土谢图汗。嘉庆七年（1802年）三月，车登多尔济等备行围进哨马匹，嘉庆帝嘉赏他。嘉庆二十年（1815年）十一月戊子，车登多尔济子額依多布多爾濟，袭爵土谢图汗。嘉庆二十一年（1816年），车登多尔济去世。